# Ratpenat frugívor de les Comores
El ratpenat frugívor de les Comores (Rousettus obliviosus) és una espècie de ratpenat de la família dels pteropòdids. És endèmic de les Comores. El seu hàbitat natural són els boscos humits de plana tropicals i subtropicals, tot i que també viu en coves, plantacions i zones urbanes. Està amenaçat per la desforestació.